# Villars, Dordogne
Villars är en kommun i departementet Dordogne i regionen Nouvelle-Aquitaine i sydvästra Frankrike. Kommunen ligger i kantonen Champagnac-de-Belair som tillhör arrondissementet Nontron. År 2022 hade Villars 464 invånare.

## Befolkningsutveckling
Antalet invånare i kommunen Villars
Referens:INSEE